# کوشس کلی
کوشس کلی (انگلیسی: Cautious Clay؛ زادهٔ ۳۰ ژانویهٔ ۱۹۹۳) موسیقی‌دان اهل ایالات متحده آمریکا است. او به‌خاطر همکاری با هنرمندانی همچون جان مایر و تیلور سوئیفت شناخته شده‌است.